# Ceratosathe tridactyla
Ceratosathe tridactyla är en tvåvingeart som beskrevs av Lyneborg 1972. Ceratosathe tridactyla ingår i släktet Ceratosathe och familjen stilettflugor. Inga underarter finns listade i Catalogue of Life.